# Amancio Amaro
Amancio Amaro Varela (Corunha, 17 de outubro de 1939 – 21 de fevereiro de 2023) foi um futebolista e treinador espanhol. Ele liderou ao lado do veterano Paco Gento, a geração histórica dos jogadores do Real Madrid da década de 1960, que dominou o futebol do país e que conseguiu a sexta Liga dos Campeões na história do clube, com um time composto exclusivamente por jogadores espanhóis.
Apelidado de "El Brujo" por sua capacidade de realizar dribles, aposentou-se após dezoito temporadas no futebol profissional, onde acumulou um total de catorze títulos, tendo marcado 224 gols em 579 jogos. Ele foi internacional com a equipe espanhola com a qual ele jogou 42 jogos e marcou onze gols, sua maior conquista foi a conquista do Campeonato Europeu de 1964.
Esses sucessos o fizeram aparecer como o 47.º melhor jogador de futebol de todos os tempos para a Federação Internacional de História e Estatística de Futebol - IFFHS em abril de 1990 e como o 14.º melhor jogador espanhol do século XX. Em 2001, recebeu a Medalha de Ouro por sua carreira esportiva entre muitos outros

## Carreira

### Origens
Amancio começou sua carreira no futebol aos quinze anos quando se juntou à equipe juvenil de sua cidade natal, o Victoria Club de Fútbol, uma equipe que abandonou depois de quatro anos para se juntar ao Deportivo de La Coruña na temporada 1958–59. que na época disputava a Segunda Divisão.
Depois de fazer sua estréia profissional em 28 de setembro em uma partida contra o Real Avilés, Amancio se tornou titular no meio da temporada.
Em sua primeira temporada, a equipe terminou no meio da tabela, mas nas seguintes foi um dos candidatos à subida de divisão, que finalmente ocorreu em seu quarto ano. Amancio foi o grande destaque da promoção da equipe a primeira divisão, sendo eleito o melhor jogador do campeonato depois de marcar 25 gols em 26 jogos. 
Suas ótimas performances atraíram a atenção dos olheiros das grandes equipes, entre eles o FC Barcelona e o Real Madrid. Depois de uma reunião em Coruña com o Barcelona, veio uma oferta de Madrid que o fez optar por eles.

### Carreira no Real Madrid
Um valor alto e vários jogadores foi o preço final que o presidente Santiago Bernabéu pagou por Amancio. Foi uma operação de risco que colocou a economia do clube em cheque. No entanto, o desempenho esportivo acabou por dar razão ao presidente e para limpar a economia maltratada.
O clube madrilenho, que queria continuar com seu domínio impressionante no futebol espanhol e europeu, também se fortaleceu com outros jogadores para iniciar a transição da equipe, chamada "Madrid de Di Stéfano", que começou a envelhecer. Ignacio Zoco, Lucien Müller e Yanko Daucik chegaram junto com Amancio.
O jogador estreou com o clube na Liga dos Campeões contra o Anderlecht em um jogo que terminou empatado por 3–3 no Estádio Santiago Bernabéu. Ele estreou na liga contra o Betis em Sevilha. 
Amancio foi a referência da equipe treinada por Miguel Muñoz, o já veterano Alfredo Di Stéfano atrasou sua posição e foi responsável pela criação de jogo. Ele conseguiu marcar quinze gols em 38 jogos da temporada, seis a menos do que marcou Di Stéfano, sendo assim o terceiro melhor marcador da sua primeira temporada. Nesse temporada Amancio também  conquistou o primeiro título da liga. Depois desse vieram mais oito.
Pouco a pouco, sua fama alcançou grande renome internacional e com apenas alguns anos em Madrid, o Milan tentou sua contratação em 1964, mas o valor do jogador, quadruplicado desde sua chegada, foi demais para o clube italiano. 
Sua grande habilidade de driblar e seu sucesso levou-o a conquistar a bola de bronze e se tornar o dono da equipe. Dois anos depois, ele conquistou a Liga dos Campeões, sexta do clube. Ele também foi um dos artilheiros do torneio.
Amancio já era um ponto de referência no Real Madrid quando teve a honra de ser convocado em 1968 para fazer parte da seleção espanhola em uma partida contra a equipe brasileira em comemoração ao décimo aniversário da conquista de seu primeiro campeonato mundial. 
Apesar de jogar um pouco mais recuado no Real Madrid, ele continuou como um dos líderes do ataque e da equipe junto com Gento, Manuel Velázquez, José Martínez Pirri e Ignacio Zoco.
Amancio se aposentou em 30 de junho de 1976 depois de ter jogado 471 jogos e marcado 155 gols, ocupando o quarto lugar dos maiores artilheiros do Real Madrid CF, atrás de Alfredo Di Stéfano, Ferenc Puskás e Paco Gento. 
Ele fez parte da comissão técnica do clube madrilenho, primeiro no Castilla Club de Fútbol, a equipe filial, até 1982, quando o presidente eleito Luis de Carlos o incorporou de volta ao clube principal. 

### Quinta de El Buitre
Foi o jornalista Julio César Iglesias quem primeiro usou esse nome em um artigo publicado pelo jornal El País em 14 de novembro de 1983 intitulada "Amancio e os abutres". Nessa reportagem, Iglesias falou de um grupo de cinco jogadores que naquela época se destacaram no Castilla e foi campeão da Segunda Divisão da Espanha sendo a primeira e única subsidiária da história a ganhar o campeonato.
O evento ocorreu na temporada 1983–84. A equipe foi formada pela geração mítica que ficou conhecida como "La Quinta de El Buitre". A equipe era formada por Emilio Butragueño, líder esportivo da geração, Míchel González, Miguel Pardeza, Manolo Sanchís e Rafael Martín Vázquez.
A expectativa de ver os jovens jogadores era tal que às vezes eles jogavam suas partidas no Estádio Santiago Bernabéu. Seus jogos tiveram quase tantos espectadores como os jogos da primeira equipe, eles conseguiram reunir até 80 000 espectadores. O time também teve ótimas performances na Copa del Rey, onde ele eliminou várias equipes da Primeira Divisã.
Mais tarde e devido aos sucessos daquela equipe ele assumiu o comando da primeira equipe como uma continuação do projeto, até que ele foi substituído por Luis Molowny em uma decisão conjunta com o conselho antes do final da temporada. Depois dessa passagem, havia uma das frases mais lembradas na história do clube, quando Juan Gómez Juanito pronunciou a frase para um rival: "Noventa minutos no Bernabéu são muito tempo". O Real Madrid acabou ganhando a Copa e a Taça da UEFA daquela temporada mas sem Amancio na frente da equipe.
Depois de um período como olheiro, Amancio finalmente deixou o clube para se juntar à empresa de esportes Kelme, que foi responsável pela área de Madrid.
Em julho de 2000, foi nomeado membro do conselho presidencial e executivo liderado pelo presidente Florentino Pérez. A partir dessa posição, ele liderou a incorporação de antigos jogadores do Real Madrid em diferentes cargos de responsabilidade do clube. O Conselho de Administração também concordou que Amancio deveria se encarregar da organização do Centenário.

## Na seleção
Amancio vestiu a camisa da Espanha em 42 ocasiões, estreando com uma derrota de 3–1 para a seleção romena em 25 de novembro de 1962.
Ele foi parte de uma das maiores realizações da história da equipe espanhola, que foi o Campeonato Europeu de 1964. A final do campeonato foi realizada no estádio de seu clube, o Santiago Bernabéu, o time espanhol venceu por 2–1 a equipe soviética, que eram os atuais campeões da competição.
Mais tarde, ele foi parte da equipe mundial da FIFA em 1968, um time formado pelos melhores jogadores da época, de acordo com o órgão internacional que às vezes fazia encontros amigáveis para celebrar eventos ou ocasiões comemorativas. Neste caso, foi para comemorar o décimo aniversário do primeiro campeonato mundial alcançado pelo Brasil em 1958.
Amancio também fez parte do elenco da Seleção Espanhola de Futebol da Copa do Mundo de 1966.

## Morte
Amaro morreu em 21 de fevereiro de 2023, aos 83 anos. Causa da morte não confirmada

## Títulos
Real Madrid
- La Liga: 1962–63, 1963–64, 1964–65, 1966–67, 1967–68, 1968–69, 1971–72, 1974–75, 1975–76
- Copa del Rey: 1969–70, 1973–74, 1974–75
- Liga dos Campeões da UEFA: 1965–66

Espanha
- Eurocopa: 1964

### Prêmios individuais
- Troféu Pichichi: 1968–69, 1969–70
- Troféu Pichichi da Segunda Divisão: 1961–62
- Seleção da Eurocopa: 1964
- FIFA XI: 1968
- Real Ordem de Mérito Desportivo: 2001
- IFFHS MEN’S ALL TIME SPAIN DREAM TEAM (Time B)[3]

### Artilharias
- La Liga de 1968–69 (14 gols)
- La Liga de 1969–70 (17 gols)